# Tshikapa
Tshikapa je město v Konžské demokratické republice. V roce 2016 zde žilo přibližně 732 tisíc obyvatel. Leží v konžské provincii Kasaï asi 60 kilometrů severně od hranice s Angolou a 189 kilometrů západně od Kanangy na soutoku řek Tshikapa a Kasai. Ve městě je jen omezený přístup k pitné vodě a elektřině. 
Město bylo založeno na počátku 20. století společností Forminière poté, co byly v jeho okolí objeveny naleziště diamantů, které jsou dodnes nejvýznamnější součástí příjmů města. Ještě v roce 1970 čítala populace města pouhých 39 tisíc obyvatel, v roce 1984 to bylo již 181 tisíc. Růst populace města ještě zesílila První válka v Kongu, v roce 2016 tak podle odhadů čítala populace více než 730 tisíc obyvatel. Ve městě se nachází Letiště Tshikapa nebo také dva fotbalové stadiony. V dubnu 2020 ve městě spadl dálniční most. 

## Galerie

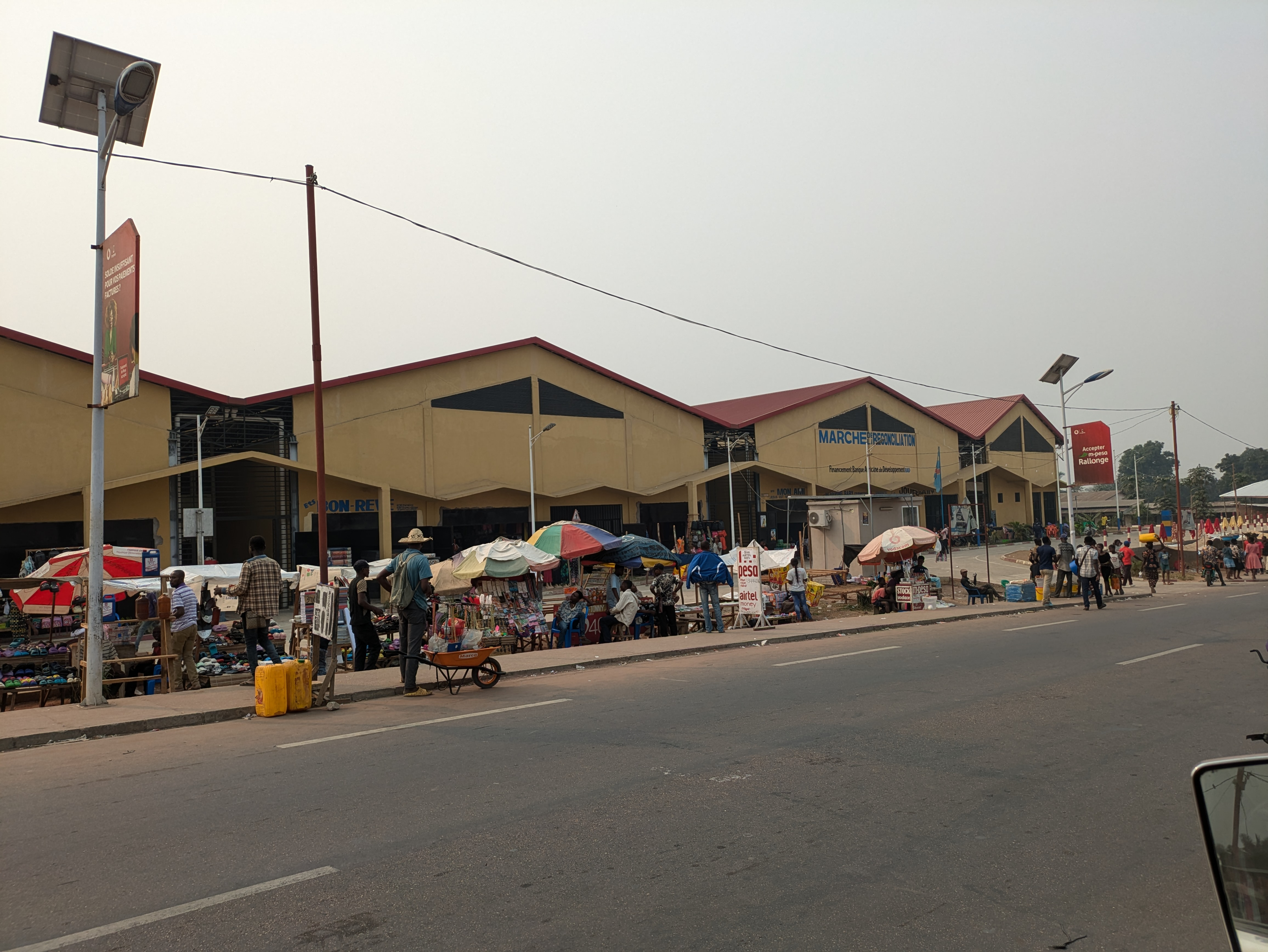
Místní tržiště
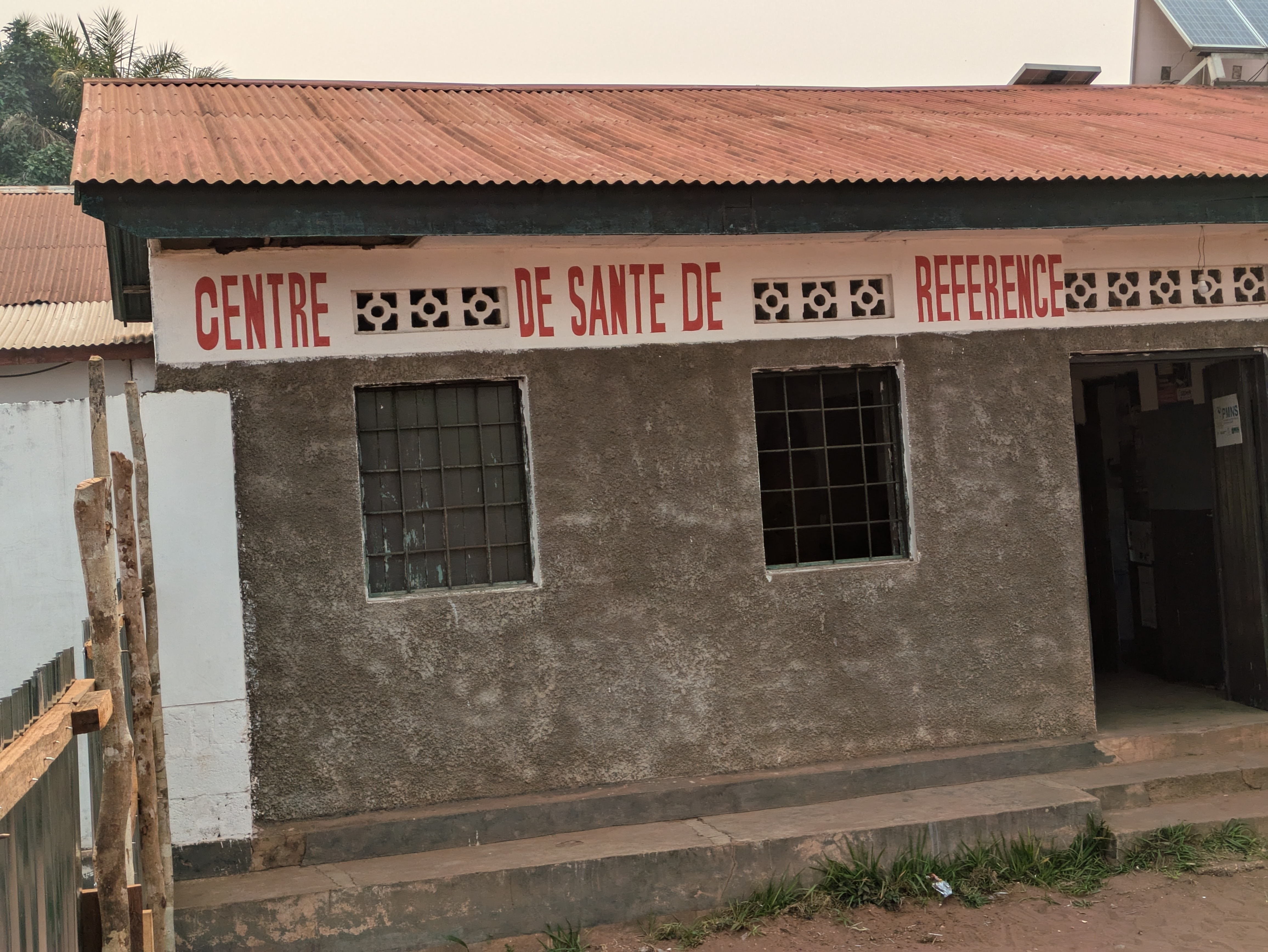
Místní nemocnice
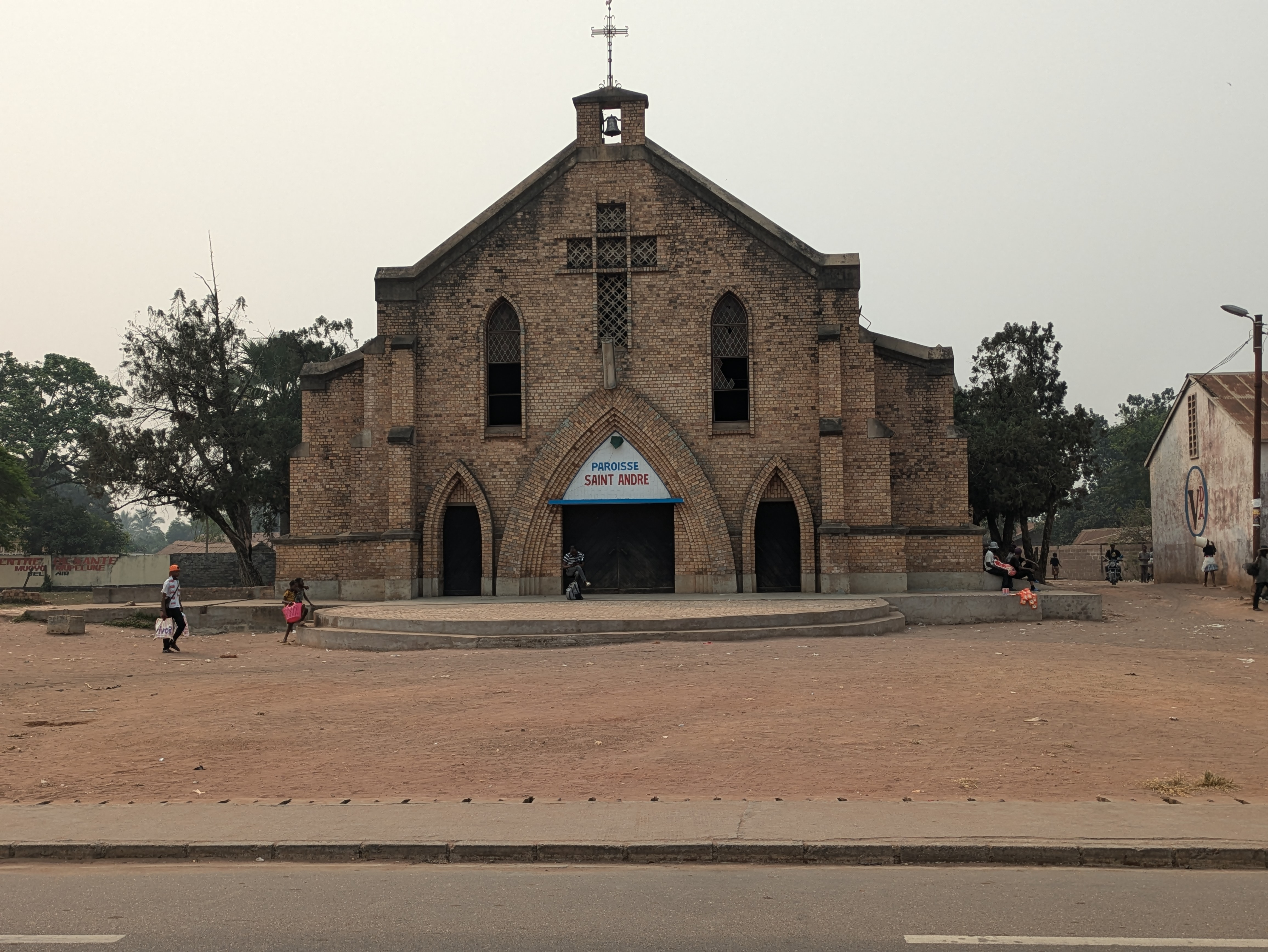
Kostel Saint Andre
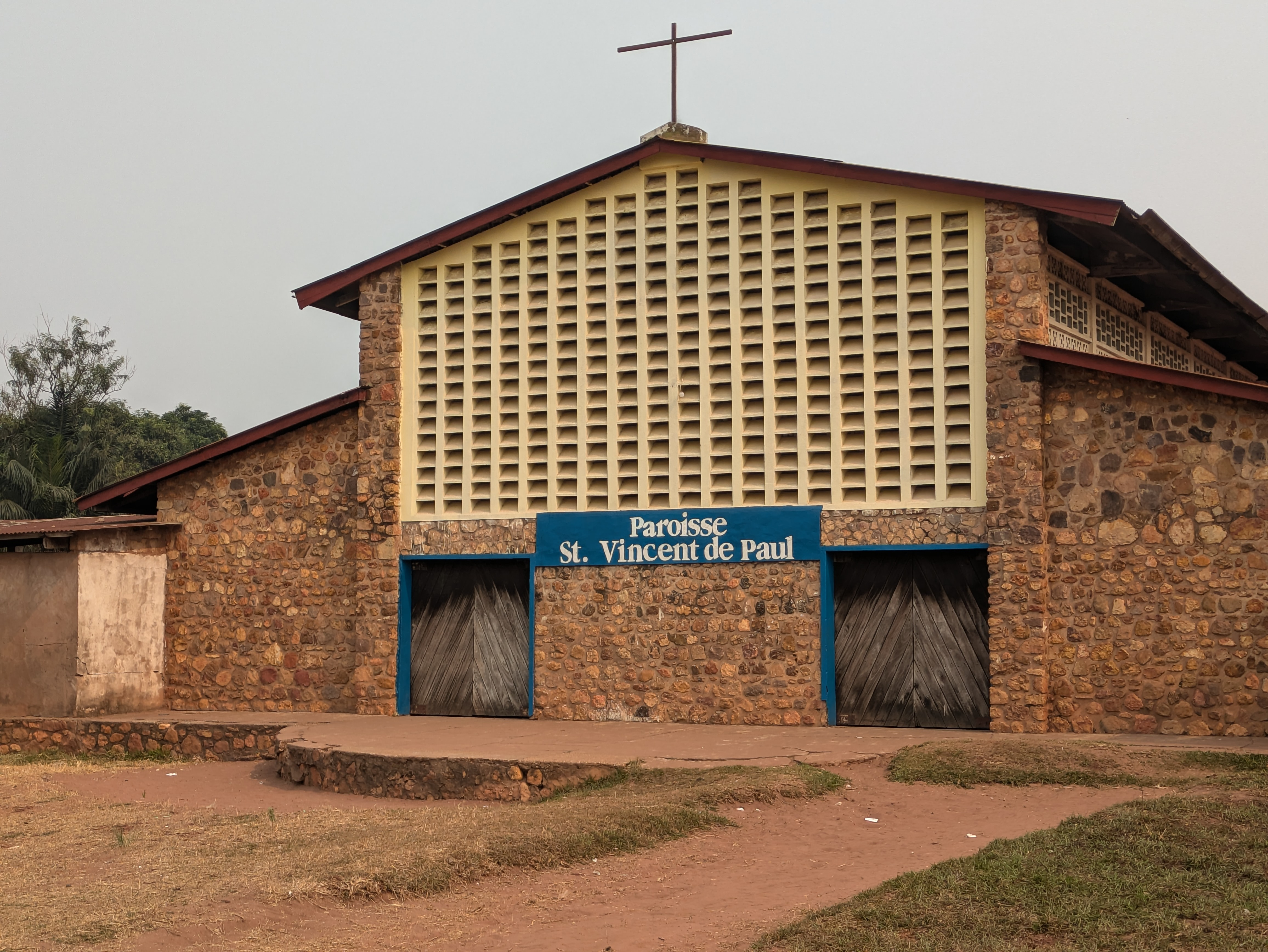
Kostel St Vincent de Paul
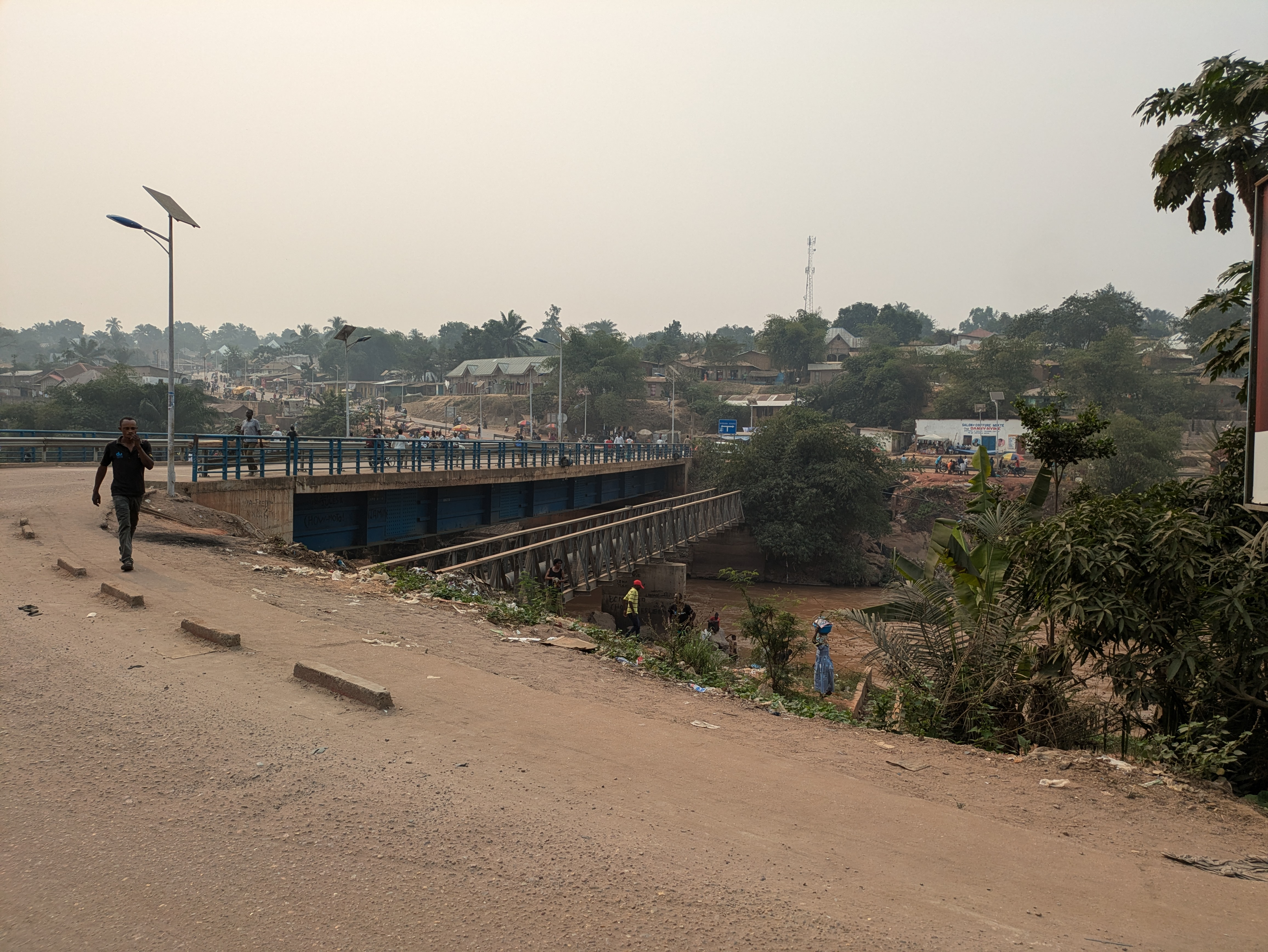
Most přes řeku protékající městem